# Flower Power. Como una regadera
Flower Power. Como una regadera (Greenfingers) es una película británico-estadounidense escrita y dirigida por Joel Hershman en 2000. Está interpretada por Clive Owen, Helen Mirren y David Kelly. La historia que cuenta —algunos presos de la prisión Edgefield se encargan de cuidar el jardín; una experta en jardinería, impresionada por su buen hacer, decide patrocinarles en la prestigiosa feria de Hampton Court— está basada en hechos reales.

## Sinopsis
Colin Briggs cumple una larga condena por asesinato. Hace tiempo que ha renunciado a la vida hasta que un compañero le regala un paquete de semillas que acepta de mala gana. Para sorpresa de todos las flores brotarán en los estériles suelos de la prisión devolviéndole no sólo la alegría por la vida sino ofreciéndole la oportunidad de ser libre de nuevo.